# World world world
『world world world』（ワールド・ワールド・ワールド）は、ORANGE RANGEの6枚目のオリジナルアルバム。

## 解説
- 前作『PANIC FANCY』から、1年1か月ぶりとなるオリジナル・アルバム。これまでのアルバムと比べると打ち込み主体の曲が多い。
- 初回限定盤には、PVとメイキング映像を収録した、付属のDVD付き。
- YAMATOのクレジット欄には、「シングル1打及ばず。」と書かれている。
- NAOTOのクレジット欄には「Programming, other instruments, cho, percussion, bass, dr, g」と書かれている。
- このアルバムの完成を公式サイトで発表したと同時に、5ヶ月にわたる全国ホールツアー「ORANGE RANGE LIVE TOUR 009-010 〜world world world〜」の決定も、公式サイトで発表された。
- SPEEDSTAR RECORDSとの提携の後にリリースされた8thアルバム『NEO POP STANDARD』がリリースされるまでは、このアルバムがメジャー流通最後のオリジナル・アルバムであった。（厳密には8thアルバム『NEO POP STANDARD』以降はメジャー流通のインディーズ作品）
- 『musiQ』以降楽曲に多くの参加ミュージシャンを起用していたが、本作からはサポートドラマーと一部を除いて起用されなくなった。

## 収録曲
シングル曲およびカップリング曲の解説は各ページを参照。
- 全作詞・作曲・編曲：ORANGE RANGE

| #   | タイトル                                        | 作詞 | 作曲     | ストリングス                         |
| --- | ----------------------------------------------- | ---- | -------- | ------------------------------------ |
| 1.  | 「the map」                                     |      |          |                                      |
| 2.  | 「FACTORY」                                     |      |          |                                      |
| 3.  | 「KIMAGURE 23」                                 |      |          |                                      |
| 4.  | 「おしゃれ番長 feat.ソイソース」                |      |          |                                      |
| 5.  | 「White Blood Ball Red Blood Ball 〜Dub Mix〜」 |      |          |                                      |
| 6.  | 「Son of the Sun」                              |      |          |                                      |
| 7.  | 「ジャポネーゼ」                                |      |          |                                      |
| 8.  | 「space girl feat.ペチュニアロックス」          |      |          |                                      |
| 9.  | 「瞳の先に」                                    |      |          | 弦一徹、ストリングスアレンジ：吉俣良 |
| 10. | 「HIBISCUS」                                    |      |          |                                      |
| 11. | 「鬼ゴロシ」                                    |      | 低音一家 |                                      |
| 12. | 「IKAROS」                                      |      |          |                                      |
| 13. | 「Fin.」                                        |      |          |                                      |

| #  | タイトル                                        | 作詞 | 作曲・編曲 |
| -- | ----------------------------------------------- | ---- | ---------- |
| 1. | 「おしゃれ番長 feat.ソイソース 〜メンバー編〜」 |      |            |
| 2. | 「鬼ゴロシ -LIVE ver.-」                        |      |            |
| 3. | 「瞳の先に」                                    |      |            |
| 4. | 「making of 瞳の先に」                          |      |            |

### 楽曲解説
1. the map
打ち込み主体の曲。
陽の昇らない架空の場所という設定で作られた。実際に、作成前に「陽の当たらない街」の絵を描いた。
YOHが1曲目と主張したため、1曲目になった。
2. FACTORY
RYOがオクターブ上と下の両方を歌っている。
3. KIMAGURE 23
歌詞の主人公が女性であり、「2番目の女の勘違い」がテーマ。
CD発売前にFCイベント「AID JAM 009」で披露されていた。
4. おしゃれ番長 feat.ソイソース
20thシングル。江崎グリコ『ポッキーチョコレート』CMソング。
｢シングル曲だから｣という理由で収録された｡
5. White Blood Ball Red Blood Ball 〜Dub Mix〜
「身体の神秘」がテーマで「白血球、赤血球」が歌詞中にも出てくる。
NHKの「みんなのうた」用に作成し、実際に持って行ったが、「グロすぎる」という理由で却下された。
ギターやベースの演奏は体内をイメージしたと語っており、ドラムは｢前から練習していた｣というNAOTOが担当している。
6. Son of the Sun
沖縄ソングとして作ったが、NAOTOが編曲をしているうちに方向性が変わってしまった。
そこでNAOTOが歌詞の最後に「太陽の子供」という意味として沖縄語の「てぃーだぬふぁんぐゎ」と入れたが、実際は「太陽の葉っぱ」という意味らしい。
なぜか作成前に「深海に潜る魚」の絵を描いた。
7. ジャポネーゼ
NAOTOが久しぶりに、ロックなものをやりたいと作った作品。
8. space girl feat.ペチュニアロックス
インスト。
「So Little Time feat.ペチュニアロックス」以来となる、ペチュニアロックス作品。
インストだが、NAOTOが歌っている。歌詞は掲載されていない。
9. 瞳の先に
21stシングル。NHKドラマ8『ふたつのスピカ』主題歌。
10. HIBISCUS
「おしゃれ番長」と同時期に製作された。
「1日しか咲かないハイビスカス」をテーマにした夏ソング。
CD発売前にFCイベント「AID JAM 009」で披露されていた。
11. 鬼ゴロシ
映画『グッド・バッド・ウィアード』エンディングテーマ。
低音一家が手がけた曲で、「GOD69」以来、4年ぶりのハードロック。
歌詞は「意味より響き重視」の単語を並べて作られた。
「LIVE Ver.」として、FCイベント「AIDJAM 009」のライブ映像を組み合わせたPVが製作された。
CD発売前にFCイベント「AID JAM 009」で披露されていた。
余談だが、映画『グッド・バッド・ウィアード』のホームページにてメンバーが「韓国映画のイメージが吹っ飛んだ」とコメントしている。
歌詞には「アクロスチャンス」とあるが、「アグネス・チャン」と歌っている。
12. IKAROS
日本テレビ『江川×堀尾のSUPERうるぐす』8月〜9月度テーマソング。
YOHが幼い頃、太陽の熱で溶けてしまうイカロスの話に衝撃を受け、「夜ならイカロスも空を飛べるはず」という意味を込めて作った「イカロス復活ソング」。
13. Fin.
メンバー曰く、曲名について「曲順が最後だから」この名前になったらしい。
歌詞が書いてあるページに「製作者の意図により、途中にノイズ音が入っています。」と注意書きがある。

### 初回盤DVD
1. おしゃれ番長 feat.ソイソース 〜メンバー編〜
2. 鬼ゴロシ -LIVE ver.-
3. 瞳の先に
4. making of 瞳の先に

## タイアップ
（新録のみ）
- 映画『グッド・バッド・ウィアード』エンディングテーマ(M-11)
- 日本テレビ『江川×堀尾のSUPERうるぐす』8月～9月度テーマソング(M-12)

## 参加ミュージシャン
- YAMATO：シングル一打及ばず。
- HIROKI：VOX
- RYO：VOX
- NAOTO：Programming、other instruments、cho、percussion、bass、dr、g
- YOH：BASS

- 佐野康夫：ドラム(M-1,2,3,9,11)
- 桜井正宏：ドラム(M-7,12)
- 弦一徹グループ：ストリングス(M-9)
- 吉俣良：ストリングスアレンジ(M-9)